# Compianto sul Cristo morto con i santi Girolamo, Paolo e Pietro
Il Compianto sul Cristo morto con i santi Girolamo, Paolo e Pietro è un dipinto a tempera su tavola (140x207 cm) di Sandro Botticelli, databile al 1495 circa e conservato nell'Alte Pinakothek di Monaco.

## Storia
L'opera, come appurato ai primi del Novecento da J. Mesnil, proviene dalla chiesa fiorentina di San Paolino. Probabilmente dopo le soppressioni entrò nelle collezioni granducali e da qui agli Uffizi. Nel 1813 venne ceduta a Massimiliano I Giuseppe di Baviera.
La datazione viene in genere avvicinata a quella del Compianto del Museo Poldi Pezzoli all'ultima fase della produzione dell'artista.

## Descrizione e stile
Sullo sfondo del sepolcro di Cristo aperto, Maria tiene sulle gambe il figlio morto e sviene per il dolore, sorretta da Giovanni evangelista che le tiene la testa e il braccio; le fanno eco le tre Marie: una regge il volto del Cristo e lo bacia amorevolmente, una si copre la bocca, con gli occhi sgranati per l'orrore, e Maria Maddalena, infine, piange stringendo affettuosamente i piedi di Gesù e reggendo il velo trasparente sotto al suo corpo. Si tratta della stessa composizione del Compianto di Milano, con la differenza che qui è svolta su un formato orizzontale, che permette una strutturazione più distesa e meno compatta dei personaggi. Il corpo di Cristo è inoltre maggiormente inarcato e pende abbandonato sulle gambe di Maria, risaltando come una statua sul mantello nero della Madonna.
Ai lati tre santi assistono alla scena senza coinvolgimento emotivo: guardano, si piegano per osservare il centro della scena, ma i loro volti non tradiscono emozioni. Si tratta (da sinistra) di san Girolamo in veste eremitica con la pietra con cui soleva battersi il petto in segno di penitenza, san Paolo con la spada, patrono della chiesa, e a destra san Pietro, con le chiavi, la chierica e la tipica veste gialla. Per contrasto la loro presenza, legata a esigenze devozionali e non narrative, non fa che aumentare la percezione del pathos nel gruppo centrale, impostato a un'espressività religiosa che non ha pari nella pittura fiorentina dell'epoca.
Le forzature di gesti e pose rimandano all'ultima fase dell'artista, in cui la ricerca di forme realistiche è messa da parte in favore dell'espressività estrema, sottolineata anche dal ricorso a colori forti e contrastanti, che sembrano anticipare i temi del XVI secolo. In questa evoluzione stilistica, ormai lontana dalla delicata armonia delle prime opere di Botticelli, si coglie l'influenza sull'artista della figura del Savonarola, che innescò una crisi religiosa che portò Botticelli ad abbandonare i temi profani e a rendere il suo stile più inquieto e isolato nel panorama artistico dell'epoca.